# Державна служба України з лікарських засобів та контролю за наркотиками
Державна служба України з лікарських засобів та контролю за наркотиками — центральний орган виконавчої влади України, утворений 10 вересня 2014 р. постановою Кабінету Міністрів України № 442 шляхом злиття Державної служби з контролю за наркотиками та Державної служби з лікарських засобів.
Державна служба з лікарських засобів та контролю за наркотиками утворюється для забезпечення реалізації державної політики у сферах:
- контролю якості та безпеки лікарських засобів, у тому числі медичних імунобіологічних препаратів, медичної техніки і виробів медичного призначення, що перебувають в обігу та/або застосовуються у сфері охорони здоров'я, дозволені до реалізації в аптечних закладах і їх структурних підрозділах;
- ліцензування господарської діяльності з виробництва лікарських засобів, імпорту лікарських засобів, гуртової та роздрібної торгівлі лікарськими засобами;
- обігу наркотичних засобів, психотропних речовин, їх аналогів і прекурсорів, протидії їх незаконному обігу.

Діяльність цього органу спрямовується і координується Кабінетом Міністрів України через Міністра охорони здоров'я.

## Історія
15 вересня 1992 року було створено Державну інспекцію по контролю якості лікарських засобів у підпорядкуванні МОЗ України. Законодавчого врегулювання своїх повноважень та діяльності Державна інспекція набула у 1996 р. з прийняттям Закону України «Про лікарські засоби».
У 2000 р. було сформовано Державний департамент з контролю за якістю, безпекою та виробництвом лікарських засобів і виробів медичного призначення у складі МОЗ України як профільний структурний підрозділ у сфері контрою якості лікарських засобів в Україні.
З 2001 р. в Україні створена та почала повноцінно функціонувати сучасна ефективна вертикаль системи державного контролю якості лікарських засобів, були прийняті перші стратегічні рішення — накази МОЗ України, якими затверджено:
•   Порядок заборони (зупинення) та вилучення з обігу лікарських засобів на території України (12.12.2001 № 497);
•   Інструкцію з оформлення матеріалів про адміністративні правопорушення законодавства України щодо забезпечення якості лікарських засобів (26.10.2001 № 428);
•   Інструкцію про порядок контролю якості лікарських засобів під час оптової та роздрібної торгівлі (30.10.2001 № 436).
На 2002 р. в нашій державі вже працювали 27 територіальних державних інспекції та Центральна лабораторія з аналізу якості лікарських засобів. Загальна кількість співробітників у системі державного контролю якості складала близько 600. У 2003 р. на виконання Указу Президента України було створено Державну службу лікарських засобів і виробів медичного призначення як урядовий орган державного управління.
У 2003 р. затверджено Програму боротьби з виробництвом та розповсюдженням фальсифікованих лікарських засобів на 2003—2008 рр. (Постанова КМУ № 1075 від 17.07.2003), а у 2004 р. визначено (постанова КМУ № 1419 від 28.10.2004), що обіг лікарських засобів на території України повинен здійснюватися відповідно до вимог належних виробничої, дистрибуторської, лабораторної та клінічної практик, гармонізованих з відповідними директивами ЄС і ВООЗ. Того ж року затверджено Правила торгівлі лікарськими засобами в аптечних закладах (постанова КМУ № 1572 від 17.11.2004).
Протягом 2010—2011 рр. в Україні запроваджені як обов'язкові вимоги настанов з Належної виробничої практики (GMP) та Належної практики дистрибуції (GDP), процедури інспектування виробництва лікарських засобів та оптової торгівлі лікарськими засобами, гармонізовані з європейськими. З 2011 року Україна ввела, а згодом і посилила кримінальну відповідальність за фальсифікацію лікарських засобів.
У 2011 р. Держлікслужба України набула членства в РІС/S.
З 2012 р. у структурі Держлікслужби 10 лабораторій, оснащених відповідно до рекомендацій ВООЗ, а Центральна лабораторія прекваліфікована ВООЗ, акредитована Європейським директоратом з контролю якості ліків Ради Європи і включена до загальноєвропейської мережі (GEON) Офіційних медичних контрольних лабораторій (OMCL).
Того ж року Україна ратифікувала Конвенцію Ради Європи з протидії фальсифікації лікарських засобів та аналогічним злочинам, що несуть загрозу суспільному здоров'ю
-  Конвенцію Медікрайм, а у 2013 р. Україна набула членства у Європейській Фармакопеї. Запроваджено процедуру ліцензування імпорту лікарських засобів, що посилило відповідальність закордонних виробників за якість продукції.
У 2014 році система управління якістю Держлікслужби сертифікована аудиторською компанією TUVRheinland® (Німеччина) на відповідність вимогам стандарту ISO 9001:2008.
Протягом 2008—2014 років державний регулятор у сфері контролю якості лікарських засобів пройшов низку реорганізацій наслідком яких у 2016 р. стало утворення Державної служби України з лікарських засобів та контролю за наркотиками шляхом об'єднання Державної служби України з лікарських засобів та Державної служби з контролю за наркотиками.
Положення про Державну службу України з лікарських засобів та контролю за наркотиками затверджене Урядом 12 серпня 2015 року.
Держлікслужба є центральним органом виконавчої влади, діяльність якого спрямовується і координується Кабінетом Міністрів України через Міністра охорони здоров'я, який реалізує державну політику у сферах контролю якості та безпеки лікарських засобів, у тому числі медичних імунобіологічних препаратів, медичної техніки і виробів медичного призначення, та обігу наркотичних засобів, психотропних речовин і прекурсорів, протидії їх незаконному обігу.
Основними завданнями Держлікслужби є:
- реалізація державної політики у сферах контролю якості та безпеки лікарських засобів, медичних виробів та обігу наркотичних засобів, психотропних речовин та прекурсорів, протидії їх незаконному обігу, а також внесення Міністрові охорони здоров'я пропозицій щодо формування державної політики у зазначених сферах;
- ліцензування господарської діяльності з виробництва лікарських засобів, імпорту лікарських засобів (крім активних фармацевтичних інгредієнтів), гуртової та роздрібної торгівлі лікарськими засобами, обігу наркотичних засобів, психотропних речовин і прекурсорів;
- технічне регулювання у визначених сферах;
- здійснення державного регулювання і контролю у сферах обігу наркотичних засобів, психотропних речовин і прекурсорів та протидії їх незаконному обігу.

Держлікслужба здійснює свої повноваження безпосередньо та через свої територіальні органи.
Держлікслужбу очолює Голова, який призначається на посаду та звільняється з посади Кабінетом Міністрів України за поданням Прем'єр-міністра України, внесеним на підставі пропозицій Міністра охорони здоров'я. Голова Держлікслужби за посадою є Головним державним інспектором України з контролю якості лікарських засобів. Він має трьох заступників, у тому числі з питань цифровізації (CDTO).

## Напрямки роботи
Відповідно до Положення про Державну службу України з лікарських засобів та контролю за наркотиками, затвердженого постановою Кабінету Міністрів України від 12.08.2015 № 647, основними завданнями Держлікслужби є:
– реалізація державної політики у сферах контролю якості та безпеки лікарських засобів, медичних виробів та обігу наркотичних засобів, психотропних речовин і прекурсорів, протидії їх незаконному обігу, а також внесення Міністрові охорони здоров'я пропозицій щодо формування державної політики у зазначених сферах;
– ліцензування господарської діяльності з виробництва лікарських засобів, імпорту лікарських засобів (крім активних фармацевтичних інгредієнтів), оптової та роздрібної торгівлі лікарськими засобами, обігу наркотичних засобів, психотропних речовин і прекурсорів;
– технічне регулювання у визначених сферах;
– ліцензування господарської діяльності із заготівлі і тестування донорської крові та компонентів крові незалежно від їх кінцевого призначення, із переробки, зберігання, розподілу та реалізації донорської крові та компонентів крові, призначених для трансфузії;
– здійснення державного регулювання і контролю у сферах обігу наркотичних засобів, психотропних речовин і прекурсорів та протидії їх незаконному обігу;
– реалізація державної політики у сфері донорства крові та компонентів крові, функціонування системи крові, проведення перевірки відповідності умов діяльності суб'єктів системи крові, що здійснюють заготівлю, переробку, тестування, зберігання, розподіл та реалізацію донорської крові та компонентів крові, вимогам належної виробничої практики.

## Державні підприємства, що знаходяться у сфері управління
ДП «Центральна лабораторія з аналізу якості лікарських засобів і медичної продукції» (ДП «Центральна лабораторія») створена в 1998 році як офіційна лабораторія для здійснення державного контролю якості лікарських засобів та успішно пройшла міжнародну інспекторську перевірку в 2009 році і була визнана такою, що відповідає вимогам Належної практики для національних фармацевтичних контрольних лабораторій, та була включена в перелік перекваліфікованих лабораторій з контролю якості ліків. В 2013 році Лабораторія пройшла повторну інспекцію ВООЗ і підтвердила статус перекваліфікованої лабораторії.
ДП «Центральна лабораторія» є єдиною лабораторією в системі Держлікслужби та єдиною в Україні, повну відповідність якої європейським вимогам підтверджено групою аудиторів Європейського директорату з контролю якості лікарських засобів і охорони здоров'я (EDQM). На підставі цього ДП «Центральна лабораторія» в 2012 році прийнята в дійсні члени Заальноєвропейської мережі офіційних лабораторій з контролю якості лікарських засобів (GEON) і їй надано статус OMCL (Офіційної лабораторії з контролю якості лікарських засобів в Загальноєвропейській мережі). Після приєднання України до Конвенції про розробку Європейської фармакопеї з березня 2013 року Центральна лабораторія автоматично стала повноправним членом мережі OMCL. ДП «Центральна лабораторія» на сьогодні є головною лабораторією у системі державного контролю лікарських засобів та аналізу, яка здійснює роль арбітражу при оцінці результатів, отриманих різними лабораторіями.
ДП «Український фармацевтичний інститут якості» (ДП «УФІЯ») було створено 18 жовтня 2001 року наказом Державного департаменту з контролю за якістю, безпекою і виробництвом лікарських засобів і виробів медичного призначення Міністерства охорони здоров'я України (наказ Державного департаменту від 18.10.2001 № 223) в рамках допомоги Європейського Союзу Україні за проектом TACIS. У 2001—2006 рр. на його базі був реалізований другий проект TACIS у фармацевтичній сфері — «Створення GMP інспекторату в Україні», проводилось навчання та підготовка персонального складу українського інспекторату.
ДП «УФІЯ» — провідна державна установа з гармонізації нормативно-технічної та нормативно-правової бази України відповідно до актуальних версій належних виробничих/дистриб'юторських практик ЄС.
Оцінка відповідності іноземного або закордонного виробництва лікарських засобів вимагає настанови належних виробничих практик, та передбачає, зокрема, процедуру їх інспектування відповідно до чинного законодавства. На даний час фахівці ДП «УФІЯ» залучаються до інспектувань закордонних виробництв, беруть участь у засіданнях і семінарах (РІС/S) на постійній основі та активно співпрацюють з Фармацевтичними Інспекторатами в рамках РІС/S.
На сьогодні ДП «УФІЯ» — це також навчальний, методично-консультативний центр, що здійснює та підвищує кваліфікацію спеціалістів фармацевтичної галузі України.
ДП «Український науковий фармакопейний центр якості лікарських засобів» (ДП «Фармакопейний центр») утворене відповідно до наказу МОЗ України від 19 березня 1992 року № 50, постанови Кабінету Міністрів України від 20 серпня 1993 № 663 (згідно наказу Державного департаменту з контролю за якістю, безпекою та виробництвом лікарських засобів і виробів медичного призначення від 28 листопада 2000 року № 63 Фармакопейний комітет перейменовано у Державне підприємство «Науково-експертний фармакопейний центр», згідно наказу Державної інспекції з контролю якості лікарських засобів від 12 листопада 2008 року № 07 Державне підприємство «Науково-експертний фармакопейний центр» перейменовано у Державне підприємство «Український науковий фармакопейний центр якості лікарських засобів»).
Основними завданнями ДП «Фармакопейний центр», зокрема, є:
-        розробка і актуалізація Державної Фармакопеї України (ДФУ);
-        створення, атестація та розповсюдження фармакопейних стандартних зразків ДФУ
Перше видання ДФУ було розроблено ДП «Фармакопейний центр» і введено в дію в 2001 році. На сьогодні ДП «Фармакопейний центр» разом із Держлікслужбою розроблено друге видання ДФУ яке з 1 січня 2016 року введено в дію наказом МОЗ України, та повністю гармонізоване з Європейською Фармакопеєю (ЄФ), а 14 березня 2018 року Наказом МОЗ України від № 476 введено в дію Доповнення № 2 до II видання).
У 2012 році Україна набула статусу члена Європейської Фармакопейної Комісії з правом голосу.
Крім того, Україна в особі ДП «Фармакопейний центр» є офіційним членом Фармакопеї США з правом голосу. ДП «Фармакопейний центр» укладено Угоди про співпрацю з Фармакопеями США (2015 рік) і Великої Британії (березень 2017 року).
Національна система фармацевтичних стандартних зразків (ФСЗ), що створена ДП «Фармакопейний центр», є основою всієї системи контролю якості лікарських засобів, та постійно оновлюється і удосконалюється на підставі звітів по дослідженню і атестації Європейських стандартних зразків лікарських засобів, що надаються Комісією з Європейської Фармакопеї. Атестовувати і розповсюджувати ФСЗ має право тільки фармакопейний орган. Офіційний статус ФСЗ надає той факт, що ДП «Фармакопейний центр» є державною структурою.
Фармакопейний центр нараховує понад 100 працівників, серед них — кандидатів наук (з них 6 мають звання доцента та старшого наукового співробітника), 7 докторів наук (з них 3 мають звання професора та 1 член-кореспондент НАН України).
При Держлікслужбі сформовані робочі групи з питань:
1. медичних виробів
2. гуртової та роздрібної торгівлі лікарськими засобами
3. належної виробничої практики (GMP)
4. ліцензування у сфері обігу наркотичних, психотропних речовин та прекурсорів
5. ліцензування імпорту лікарських засобів.

## Керівництво
25 травня 2016 виконуючою обов'язки Голови Держлікслужби Уряд призначив Суворову Ірину Миколаївну. 30 листопада 2016 р. за результатами конкурсу Уряд призначив Головою Держлікслужби Гудзь Наталію Ярославівну. 19 вересня 2018 р. Уряд відсторонив Наталію Гудзь і її першого заступника Владислава Цілину та ініціював дисциплінарне провадження за фактами необґрунтованого запровадження заборони на різні вакцини впродовж останнього року. У прес-релізі МОЗ зазначено, що лише у 2018 році Служба неодноразово приймала необґрунтовані рішення про тимчасову заборону на реалізацію та застосування різних вакцин: проти туберкульозу, гепатиту В, поліомієліту, дифтерії, правця та кашлюку.
На час відсторонення Гудзь Кабмін призначив виконувачем обов'язків Голови Держлікслужби Ісаєнка Романа Миколайовича.
Остаточно Наталію Гудзь звільнено 21 листопада 2018 року.
27 лютого 2019 Кабінет Міністрів за результатами конкурсу призначив Романа Ісаєнка на посаду Голови Держлікслужби.

## Діяльність
У травні 2019 запрацював автоматичний обмін даними між НСЗУ та Держлікслужбою через систему «Трембіта», що сталося вперше в державі.
У Держлікслужбі підтримується функціонування системи управління якістю, яка враховує вимоги таких стандартів:
– PI 002-3 «Рекомендації PIC/S щодо вимог до системи управління якістю фармацевтичних інспекторатів»;
– ВООЗ TRS 902, Annex 8 «Вимоги до систем якості національних GMP інспекторатів»;
– ДСТУ EN ISO 9001:2018 «Системи управління якістю: Вимоги».
Починаючи з 2021 року з метою підвищення рівня зрілості та покращення регуляторної системи у сфері обігу ЛЗ Держлікслужба бере участь у здійсненні порівняльного аналізу діючої регуляторної системи у сфері обігу ЛЗ з метою визначення об'єктивної оцінки національної регуляторної системи (Бенчмаркінг ВООЗ), в рамках співпраці МОЗ з ВООЗ.
Україна в особі Держлікслужби представлена у таких міжнародних організаціях:
1) Міжнародна система співробітництва фармацевтичних інспекцій (Pharmaceutical Inspection Cooperation Scheme (РIC/S);
2) Європейська комісія з фармакопеї;
3) Комісія з наркотичних засобів;
4) Міжнародний комітет з контролю над наркотиками;
5) Комітет сторін Конвенції Ради Європи щодо підробок медичної продукції та подібних правопорушень, що становлять загрозу громадському здоров'ю (Конвенція MEDICRIME).
Держлікслужба надає 32 адміністративні послуги, з них впроваджено надання 17 адміністративних послуг в електронній формі.
Всі адміністративні послуги Держлікслужби внесено до загальнодержавного електронного Реєстру адміністративних послуг. Система надання адмінпослуг в електронній формі інтегрована з загальнодержавною системою електронної ідентифікації. Усі послуги, що надаються в електронній формі, інтегровано з вебпорталом «Дія» (diia.gov.ua).
Антикорупційна програма Держлікслужби на 2021—2023 роки затверджена наказом Держлікслужби від 24.02.2021 № 200 (зі змінами та доповненнями, затвердженими наказами Держлікслужби від 05.05.2021 № 510, від 18.08.2021 № 874, від 09.10.2021 № 1068) та погоджена із НАЗК (наказ від 20.09.2021 № 596/21 «Про погодження антикорупційної програми Державної служби України з лікарських засобів та контролю за наркотиками на 2021—2023 роки». За 2022 рік Антикорупційна програма виконана.
У 2022 році було зафіксовано спробу підкупу Голови Держлікслужби Романа Ісаєнка.